# Stephan Groth

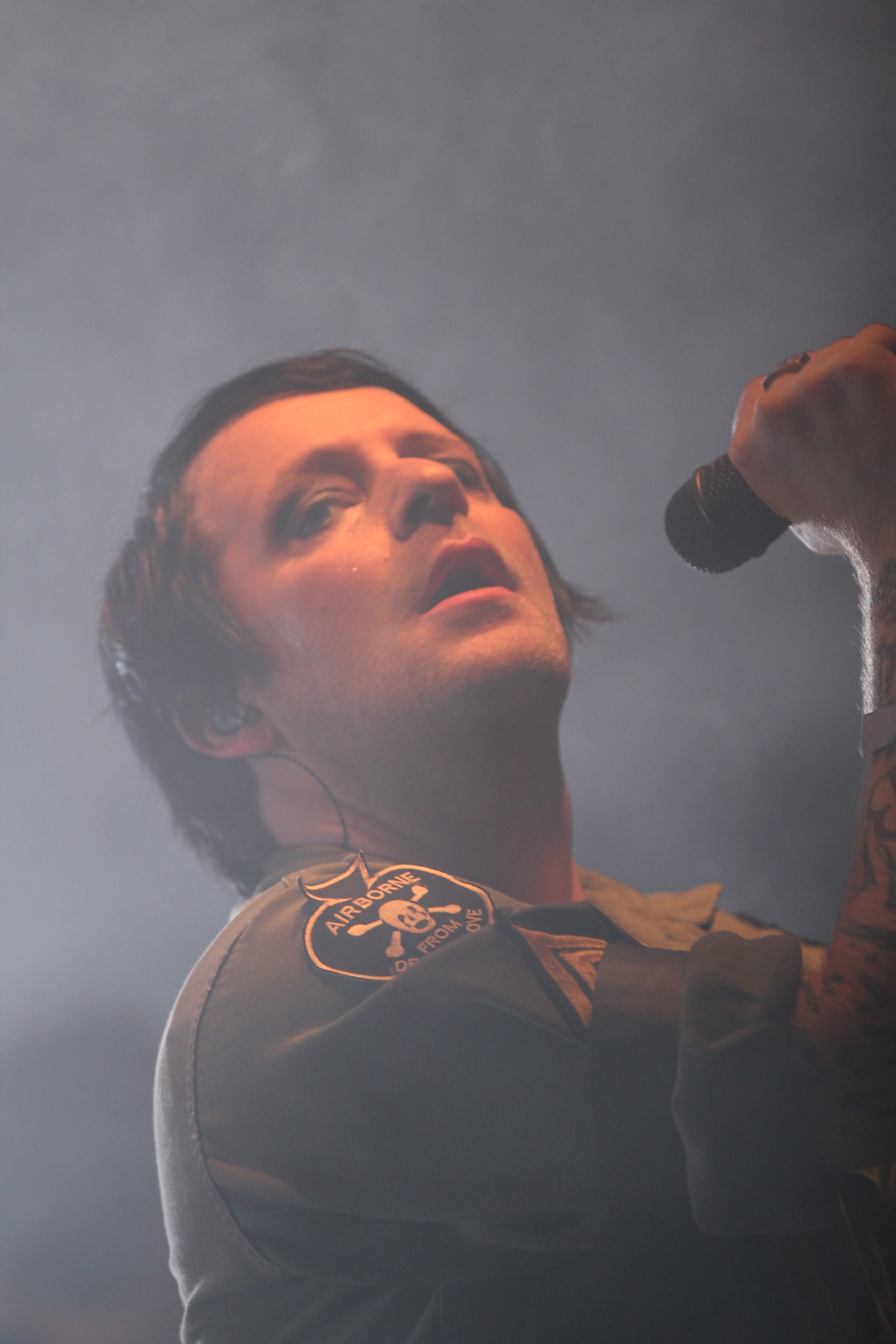
Stephan Groth, 2014

Stephan Leonard Groth (* 10. August 1971 in Odense, Dänemark) ist der Kopf der Band Apoptygma Berzerk.

## Biografie
Groth hat mit Thomas, Andreas und Jonas drei Brüder, die ebenfalls Musiker sind. Seine Familie zog im Jahr 1986 nach Sarpsborg, Norwegen, der Geburtsstadt seines Vaters Jan (* 1946). Sein Vater ist Musiker der Jazzband Aunt Mary, seine Mutter Lise war DJ.
1989 gründete Groth zusammen mit Jon Erik Martinsen das Elektro-Projekt Apoptygma Berzerk (APB). Martinsen verließ im nächsten Jahr die Band wieder und ist seit 1997 im Synth-Pop-Act „Sweep“. Groth machte alleine weiter. Des Weiteren gründete er mehrere Nebenprojekte, wie „Germ“, zusammen mit dem ehemaligen APB-Gitarristen Anders Odden, „H2O“ mit APB-Keyboarder Geir Bratland, „TB-Moonchild“, „Total Transformation“, „Acid Queen“ und „Fairlight Children“. Von letzteren drei Projekten sind Alben entstanden.
Groth hat eine Tochter (* 1996) und lebt in Fredrikstad, Norwegen.